# Serbia na Mistrzostwach Świata w Lekkoatletyce 2022
Serbia na Mistrzostwach Świata w Lekkoatletyce 2022 – reprezentacja Serbii podczas mistrzostw świata w Eugene liczyła 3 zawodników występujących w 2 konkurencjach.

## Skład reprezentacji

### Kobiety
| Zawodniczka       | Konkurencja | Kwalifikacje | Kwalifikacje | Finał | Finał   | Źródło      |
| Zawodniczka       | Konkurencja | Wynik        | Pozycja      | Wynik | Pozycja | Źródło      |
| ----------------- | ----------- | ------------ | ------------ | ----- | ------- | ----------- |
| Milica Gardašević | skok w dal  | NM           | NM           | NQ    | NQ      | [ 1 ] [ 2 ] |
| Ivana Vuleta      | skok w dal  | 6,65         | 11. q        | 6,84  | 7.      | [ 1 ] [ 2 ] |

### Mężczyźni
| Zawodnik        | Konkurencja   | Eliminacje | Eliminacje | Półfinał | Półfinał | Finał | Finał   | Źródło |
| Zawodnik        | Konkurencja   | Wynik      | Pozycja    | Wynik    | Pozycja  | Wynik | Pozycja | Źródło |
| --------------- | ------------- | ---------- | ---------- | -------- | -------- | ----- | ------- | ------ |
| Boško Kijanović | bieg na 400 m | 46,85      | 35.        | NQ       | NQ       | NQ    | NQ      | [ 3 ]  |